# Сучасне п'ятиборство на літніх Олімпійських іграх 2024
Змагання з сучасного п'ятиборства на літніх Олімпійських іграх 2024 в Парижі відбувалися з 8 по 11 серпня 2024 року в Версальському палаці та Національному Велодромі. У Версальському палаці пройдуть змагання у всіх дисциплінах п'ятиборства, окрім фехтування, яке пройде на Національному Велодромі.
Після інциденту, який стався на попередніх Олімпійських іграх, коли німецька тренерка Кім Райснер вдарила коня своєї спортсменки Анніки Шлей, бо той не хотів виконувати вправу, піднялася дискусія про подальше включення в програму Олімпійських ігор сучасного п'ятиборства. У відповідь на цей інцидент Міжнародний союз сучасного п'ятиборства отримав від МОК положення з пропозицією розглянути заміну цієї частини змагальної програми.

## Формат
Змагання з сучасного п'ятиборства складалися з п'яти дисциплін: стрільби з пістолета, фехтування на шпагах, запливу на 200 метрів вільним стилем, конкуру та легкоатлетичного кросу на 3200 метрів.
Перші три дисципліни (фехтування, плавання та стрибки) оцінювались за бальною системою. Перед останньою комбінованою дисципліною (стрільба з пістолета та легкоатлетичний крос) ці бали перерахували у відставання за часом від лідера. Отож загальні результати змагань визначались порядком фінішу в останній дисципліні.
Як і на попередніх Іграх, змагання з фехтування складалися з двох раундів: традиційного кругового турніру, а також "бонусного раунду". У круговому турнірі кожен учасник змагався один з одним у поєдинку до одного дотику. Учасники посідали місця відповідно до кількості перемог. Бонусний раунд проводили за нокаут-системою. Два суперники з найнижчою кількістю балів зустрічалися один з одним у поєдинку до одного дотику. Переможець заробляв одне очко (за перемогу в круговому турнірі давали по 6 балів) і виходив далі, на поєдинок з наступним суперником з найнижчою кількістю балів. Так тривало доти, поки всі суперники не взяли участь у бонусному раунді.
Наступним етапом був заплив вільним стилем на 200 метрів. Кількість зароблених очок залежала від показаного часу.
Під час змагань з конкуру вершникам потрібно було подолати трасу з дванадцятьма перешкодами. Підсумковий бал залежав від кількості збитих планок, відмов коня долати перешкоди, падінь, а також перевищення відведеного на долання перешкод часу.
Формат комбінованого етапу бігу та стрільби залишився незмінним в порівнянні з двома попередніми Олімпіадами: чотири стрільби і чотири забіги на 800 метрів. Спортсмен виходить на стрільбище, де йому за 70 секунд потрібно поцілити п'ять мішеней, заряджаючи пістолет після кожного пострілу. Промахи ніяк не штрафуються окрім як додатково затраченого на заряджання часу. Потім спортсмен пробігає 800 метрів до наступного стрільбища. Дозволено відновлювати біг через 50 секунд, навіть якщо поцілено не всі п'ять мішеней.

## Кваліфікація
На змагання кваліфікуються 72 спортсмени (по 36 серед чоловіків та жінок). Кожен НОК може бути представлено максимум двома учасниками.
Країна-господарка, Франція, гарантовано буде представлена одним учасником серед чоловіків та жінок. Ще дві квоти будуть розподілені Міжнародним союзом сучасного п'ятиборства, після того як завершиться кваліфікаційний період.
Кваліфікаційний період розпочнеться з фіналу Кубка світу з сучасного п'ятиборства, де переможці змагань отримають ліцензії. Більшість квот буде розіграно на континентальних мультиспортивних змаганнях: Європейських іграх – вісім квот, Азійських іграх – п'ять квот, п'ять квот буде розіграно на Панамериканських іграх (дві для Північної, Центральної Америки та країн Карибського басейну, дві для Південної Америки, та одна для найкращого спортсмена не залежно від НОКу), по одній квоті розіграють на спільному чемпіонаті для Африки та Океанії. На одному континентальному змаганні кожен НОК може отримати одну лише ліцензію. На чемпіонатах світу 2023 та 2024 років буде розіграно по три для найкращих спортсменів змагань. У червні 2024 року, Міжнародний союз сучасного п'ятиборства розподілить сім ліцензій відповідно до світового рейтингу.

## Медальний залік

### Таблиця медалей
*   Країна-господарка (Франція)
| Місце               | NOC                 | Золото | Срібло | Бронза | Загалом |
| ------------------- | ------------------- | ------ | ------ | ------ | ------- |
| 1                   | Єгипет              | 1      | 0      | 0      | 1       |
| 1                   | Угорщина            | 1      | 0      | 0      | 1       |
| 3                   | Франція*            | 0      | 1      | 0      | 1       |
| 3                   | Японія              | 0      | 1      | 0      | 1       |
| 5                   | Італія              | 0      | 0      | 1      | 1       |
| 5                   | Південна Корея      | 0      | 0      | 1      | 1       |
| Загалом (6 збірних) | Загалом (6 збірних) | 2      | 2      | 2      | 6       |

### Медалісти
| Дисципліна | Золото                   | Срібло                  | Бронза                       |
| ---------- | ------------------------ | ----------------------- | ---------------------------- |
| Чоловіки   | Ахмед ель-Генді · Єгипет | Тайшю Сато · Японія     | Джорджо Малан · Італія       |
| Жінки      | Мішель Гуйяш · Угорщина  | Елоді Клувель · Франція | Сон Син Мін · Південна Корея |